# 鄫国
鄫國（繒國），因始封地名為「鄫」而得國名；歷夏、商、周這三代，存世一千多年，於魯襄公六年（前567年）被莒國所滅。

## 遷國
鄫國從建至滅，曾多次遷國。始封地名為今河南省方城縣北方，終地位於今山東省兰陵县，故城遺址位於兰陵縣文峰山東部向城鎮境內。鄫國滅後，太子巫據說逃至魯國，其後代為紀念故國以國名「鄫」為姓氏，後去邑旁（「阝」）為「曾」，成為曾氏的姓氏起源之一。

## 歷史

### 夏代
少康在位時，封次子曲烈於鄫（今河南省方城县北方）。另一说认为由季杼分封。

### 商代
商代甲骨文中，有《甲骨文合集5506、5512》中有“乙未卜，宾，贞立事于南，右从我，中从舆，左从曾”。“曾”或指鄫國，抑或指曾國。

### 周代
《史记·周本纪》记载，前771年，申侯串连缯国与西夷犬戎进攻周幽王。前644年，鄫人遷到山東臨沂兰陵縣西北部，開始建鄫城。

#### 春秋
春秋時，鄫國謀求與魯國聯婚，以借助魯國之力防御鄰國莒國及邾國的威脅。前569年，魯國要求晉國視鄫國為他附庸，鄫國會代魯國向盟主提供部分貢賦。宋襄公平齐国五公子之乱，立齐孝公后，曾命令邾文公将鄫国国君活人献祭，将他杀死于临沂次雎的一座神社，后世将这座社称为食人社。

#### 亡國
鄫國投靠晉國及魯國的行為，遭到莒國的不滿。前569年十月，莒國聯合邾國伐鄫，魯國派遣臧紇帶兵救鄫不遂。前570年，鄫人在戚地（今河南濮陽）參加由齊國主持的宋國、陳國、衞國、鄭國、曹國、莒國、邾國、滕國、薛國、吳國等國的聯合抗楚盟會。至前567年，莒國再度出兵伐鄫，魯國疏於援鄫，莒國将自家公子立为鄫國继承人，鄫國因此落入异姓之手，被认为已被莒國所滅。

## 鄫國君主
- 曲烈，开国之君
- 鄫子，前646年，鄫季姬回鲁国娘家，因为鄫子不来朝见，鲁僖公发怒，留住她不准回去。六月，鄫季姬和鄫子在防地见面，要鄫子至鲁国朝觐[4]。前641年，鄫子没有参加宋襄公主导的会盟。同年夏，宋襄公想使东夷来降附，让邾文公杀死鄫子来祭祀次睢的土地神[5]。
- 鄫子，前591年秋，邾国人在鄫国戕杀鄫子。从国内杀死自己的国君叫做“弑”，从国外来人杀的叫做“戕”[6]。

## 其他人物
- 鄫世子巫